# Вансон, Франсуа Антуан
Франсуа Антуан Вансон (фр. François Antoine Wanson; 17 марта 1788, Льеж — 6 февраля 1857, Льеж) — бельгийский скрипач и музыкальный педагог. Отец Альфонса Вансона.
Учился в Льеже у Леонара Жозефа Гайяра и в Париже у Пьера Байо. Сменил своего учителя Гайяра в качестве концертмейстера Льежской оперы. С 1827 г. первый профессор скрипки в новосозданной Льежской консерватории, преподавал до 1857 г. С Вансона и его ученика Франсуа Прюма начинается льежская скрипичная школа.
Автор неизданных скрипичных концертов и этюдов. В 1834 г. основал в Льеже кассу взаимопомощи для неимущих музыкантов, действовавшую до 1842 г.